# Seznam ameriških letalskih asov korejske vojne
Seznam ameriških letalskih asov korejske vojne.

## G
- Francis Stanley »Gabby« Gabreski

## H
- Elmer W. Harris

## J
- James Jabara

## K
- James Helms Kasler
- Iven Carl »Kinch« Kincheloe mlajši

## M
- Joseph C. McConnell mlajši